# Adrian Moorhouse
Adrian Moorhouse (n. 24 mai 1964, Bradford, Anglia, Regatul Unit) este un înotător britanic, medaliat olimpic. A participat la 2 ediții ale Jocurilor Olimpice (1984, 1988) în care a câștigat două medalii de aur.